# Schloss Hirschhorn

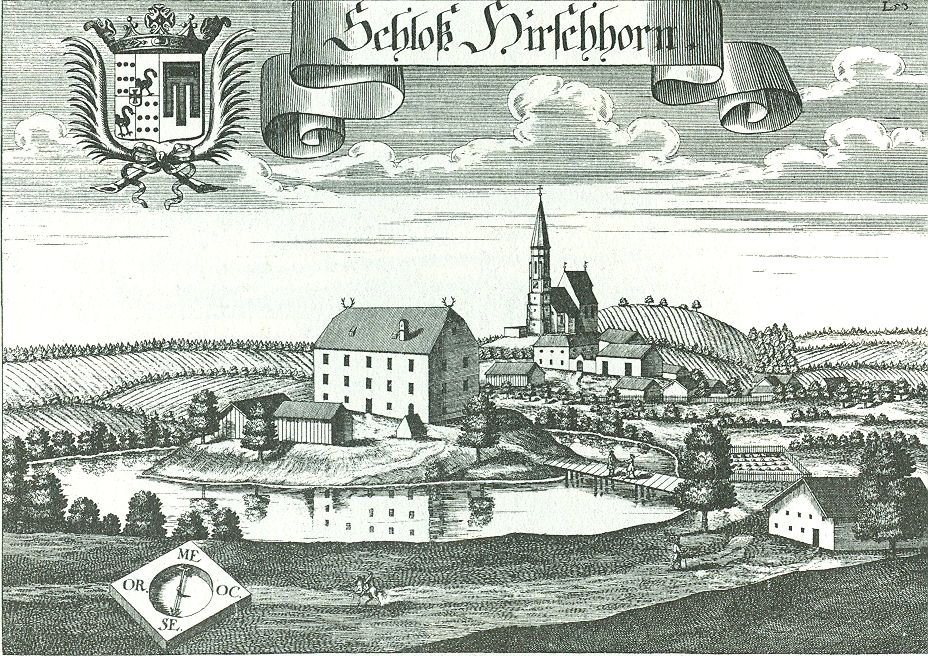
Schloss Hirschhorn nach einem Stich von Michael Wening von 1721

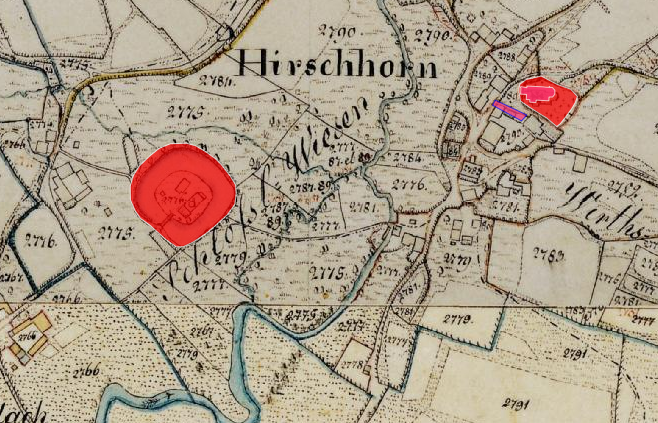
Lageplan von Schloss Hirschhorn auf dem Urkataster von Bayern

Das abgegangene Schloss Hirschhorn (ursprünglich Hirzar genannt) liegt im gleichnamigen Gemeindeteil der niederbayerischen Gemeinde Wurmannsquick im Landkreis Rottal-Inn (Hirschhorn, Haus Nr. 17 1/2). Die Anlage wird als Bodendenkmal unter der Aktennummer D-2-7642-0013 als „Wasserburgstall des Mittelalters und der frühen Neuzeit („Schloss Hirschhorn“)“ geführt.

## Geschichte
Hirschhorn (bzw. Hirzar) wird vermutlich erstmals urkundlich in der Notitia Arnonis aus dem Jahre 790 erwähnt (die Rede ist von zwei Kirchen in der Tiefstadt, von denen eine Hirschhorn sein könnte). Das Gebiet gehörte damals zum Hochstift Salzburg. Hier war im 12. Jahrhundert das ortenburgische Ministerialengeschlecht derer von Hirschhorn ansässig. 1165 wird Walchounus de Hirzar mit seinen miles als Ministeriale des Grafen Rapoto I. von Ortenburg genannt. Weitere Vertreter dieses Geschlechts waren Hartwicus, Hermann, Friedrich und Erhart. Ein Wernhart war mit einer Frau Lita verehelicht. Konrad von Hirschhorn verkaufte sein Lehen 1333 an Heinrich Altenburger. Am 26. Juni 1339 ist noch ein Erhart Hirsoraer belegt. Spätestens am 25. Januar 1339 ist aber Heinrich Altenburger im Besitz von Hirschhorn.
Durch die Heirat der Dorothea, Tochter des Mattheus Altenburger, mit Jörg Closen kam Hirschhorn an diese Familie (Investitur 1434). Im 15. Jahrhundert scheint Hirschhorn als Lehen des Hochstifts Regensburg auf. Nach dem Tode der Dorothea († 1474) traten heftige Erbstreitigkeiten zwischen den Zengern, den Preysingern und den Closen um Hirschhorn auf. Das Lehensgericht entschied, dass Hirschhorn an die Zengers kommen sollte, die mit besagter Dorothea verwandt waren. Vertreter der Zengers, die sich nach Hirschhorn nannten, waren Hans Zenger und seine Söhne Friedrich, Tristram und Siegmund. Nach dem Tod des Tristram, der keine männlichen Erben hinterlassen hatte, erhoben die Ehemänner der weiblichen Zenger’schen Erben 1535 Anspruch auf Hirschhorn. Dies waren David von Trautmannsdorf, Ulrich von Lapitz, David von Puchberg und Jorg Perger zu Wegleiten. Auch das Hochstift Regensburg und Hans Closen zu Gern scheinen sich in den Erbstreit eingemischt zu haben.
1550 und 1737 erscheint Hirschhorn als geschlossene Hofmarch.
Durch Verträge mit dem Hochstift Regensburg 1535 und einer finanziellen Entschädigung 1542/43 an die Zenger’schen Erben erhielt Hanns Christoph Closen schließlich Hirschhorn. Am 12. Juni 1642 geht Hirschhorn von Hanns Jacob Freiherr von Closen zu Hellsberg an dessen Witwe Elisabeth Barbara, geborene Lösch, über. Von dieser gelangt Hirschhorn am 18. Mai 1655 auf dem Kaufweg an Hanns Georg Freiherr von Closen zu Gern. Nach dem Tod des Georg Cajetan Graf von Closen zu Gern und Oberarnstorf († 1780) kommt Hirschberg an dessen Tochter Maria Anna, verehelichte Freiin von Ingenheim, die sich darüber mit ihrer Schwester Maria Theresia, verehelichte Reichsgräfin von Dachsberg, vergleichen muss.
1818 entstand die Gemeinde Hirschhorn. Am 31. März 1821 wird auf Hirschhorn als Gerichtsherrin des Patrimonialgerichts II. Klasse die Freifrau von Ow, geborene Freiin von Wening-Ingenheim angeführt. Auf dem Tauschweg erhielt Freifrau von Ow die Allodifizierungsurkunde und verzichtete im Gegenzug auf die Patrimonialgerichtsbarkeit zugunsten des Staates. Am 1. Januar 1972 kam die aufgelöste Gemeinde Hirschhorn nach Wurmannsquick.

## Gebäude
Das Schloss lag nahe dem Geratskirchner Bach, einem rechten Zufluss zur Rott. Auf dem Stich von Michael Wening von 1721 ist das Schloss eine typische Niederungsburg. Der dreigeschossige schlichte Bau steht auf einem kleinen von Wasser umflossenen Hügel. Auf diesem sind auch noch zwei Wirtschaftsgebäude zu erkennen. Eine einfache Holzbrücke führt zu dem Anwesen. Außerhalb des Wassergrabens ist ein Sedelhof zu sehen. Dahinter (in 360 m Entfernung) ist die Pfarrkirche St. Rupertus von Hirschhorn zu erkennen. Dieser unverputzte Ziegelbau ist eine spätgotische Anlage des 15. Jahrhunderts. Der mittelalterliche bzw. der aus der frühen Neuzeit stammende Wasserburgstall steht unter Denkmalschutz.